# Нефёдов, Сергей Павлович
Сергей Павлович Нефёдов (18 сентября 1939, Верхняя Часовня — 21 декабря 2024) — советский космонавт-испытатель, штатный испытатель Института авиационной и космической медицины, майор ВВС СССР, наземный дублёр Юрия Гагарина.

## Биография

### Ранние годы
Родился 18 сентября 1939 года в селе Верхняя Часовня (Чердаклинский район Ульяновской области, ныне Заволжский район Ульяновска). Окончил семилетнюю школу в посёлке Чердаклы, ПТУ в Ульяновске и Московский авиационный институт (1973). Работал на шахтах Донбасса. На воинской службе находился с 1958 года, окончил школу воздушных стрелков-радистов № 50 (станция Вапнярка, Прикарпатский военный округ). Службу проходил в бомбардировочном авиаполку на западе УССР, с декабря 1960 по ноябрь 1961 года в звании ефрейтора проходил службу в в/ч 64688 (группа штатных испытателей Института авиационной и космической медицины), где трудились кандидаты в космонавты. С конца 1961 года он был на сверхсрочной службе, участвуя в различных испытаниях, до 5 марта 1969 года был старшим механиком группы испытателей.

### Карьера испытателя
Нефёдов стал наземным дублёром Юрия Гагарина, с которым был знаком с 1960 года. Рост и вес Нефёдова были точно такими же, как у будущего первого космонавта Земли, поэтому именно с Нефёдова снимали все мерки для изготовления скафандра. Среди сослуживцев он получил прозвище «Космонавт номер ноль». После прибытия из Прикарпатского военного округа Неёдов был направлен в кабинет к руководителю ГНИИИ авиационной и космической медицины Министерства обороны СССР Ювеналию Волынкину, где встретил и Сергея Королёва. Тот объяснил Нефёдову суть предстоящей работы и дал ему важное указание — если Нефёдов почувствует, что больше не способен выдерживать эксперименты, он должен будет немедленно об этом сообщить. Королёв сказал, что ему нужен был человек, который позволил бы определить пределы возможности работы будущих космонавтов, но не стремился бы переходить за пределы допустимого.
С декабря 1960 по ноябрь 1962 года Нефёдов занимался испытательной работой, перенося перегрузки, аналогичные входу космического корабля в атмосферу Земли баллистическим спуском, а также участвовал в отрабатывании ситуации взрывной декомпрессии. В начале 1961 года участвовал в важнейшем эксперименте: более 10 суток провёл в барокамере (в макете корабля «Восток»), в условиях, максимально приближенных к условиям орбитального полёта. Всего перед полётом Гагарина он провёл 28 суток на борту корабля, аналогичного гагаринскому «Востоку».
По словам Нефёдова, он вместе с Валентином Подвигиным был одним из первых, кто проходил испытания в барокамере в условиях нахождения на высоте 7000 м над землёй; после них в аналогичном эксперименте на высоте 5000 м участвовал Валентин Бондаренко, погибший в результате несчастного случая (пожар в барокамере). Также он участвовал в испытаниях ВКК (высотно-компенсирующих костюмов). Всего за время службы Нефёдов провёл около 150 испытаний, в том числе 29 в 1968 году. Из всех испытаний 22 носили характер особо опасных. В 1970 году произведён в младшие лейтенанты, в конце 1970-х — начале 1980-х служил начальником службы тыла войсковой части ВВС, связанной с обеспечением космических полётов.

### Уголовное дело
В 1984 году майор Нефёдов, ещё шесть старших офицеров (подполковники Шамрай и Дуев, майор Проценко, руководители военных представительств подполковники Костин, Шлыков и Челышев) и два гражданских лица (служащие Командин и Поздняков) предстали перед судом по обвинению в хищении государственного имущества в особо крупных размерах и должностном подлоге. Всех их обвиняли в том, что они присваивали материальные ценности, поступавшие в воинские части ВВС СССР (радиоцентры, фотоаппараты, магнитофоны, акустические колонки и усилители). Виновником был подполковник Владимир Шамрай, который с 1978 года заказывал агрегаты за границей, брал деньги на закупку техники из выделяемых на боеготовность ВВС средств, но не ставил их на советские самолёты, а присваивал себе или передавал знакомым.
Среди закупаемых товаров были автомагнитолы фирмы Grundig, магнитолы ВКС-4010, японские магнитофоны РМ-1000РЕ и другие товары. Поставки шли якобы в Звёздный городок и Институт космической медицины, однако после поступления товара Шамрай передавал его в ту воинскую часть, где служили Проценко, Нефедов, Дуев, Поздняков и Командин. Суммарный ущерб составил около 150 тысяч рублей. В суд, однако, пошли ходатайства о снисхождении, одно из которых направил Андриян Николаев, бывший тогда депутатом Верховного Совета СССР. Николаев, ссылаясь на то, что Нефёдов проработал 17 лет испытателем и рисковал неоднократно здоровьем, утверждал, что Нефёдов совершил проступок не «в целях личного обогащения, а из-за стремления обеспечить аппаратурой экспериментальные исследования в Институте», хотя самому Нефёдову вменялись хищения на сумму более 14 тысяч рублей.
Нефёдов признал себя виновным, 20 декабря 1984 года трибунал МВО приговорил его к 4 годам лишения свободы без конфискации имущества с сохранением воинского звания и наград: МВД изначально хотело запретить ему проживание в Москве, но после ходатайства Московского окружного военного суда запрет решили отменить. Нефёдов при этом был уволен в запас в звании майора.

### После уголовного дела
До 1990 года Нефёдов участвовал в экспериментах ИАКМ. После распада СССР и сокращения расходов на космонавтику ушёл в отставку: работал грузчиком в издательстве и сотрудником коммерческой компании. По собственным словам, статуса испытателя юридически не имел: все эксперименты носили статус засекреченных.
Супруга — Мария Васильевна Нефёдова (р. 5 августа 1942 года), дочь Татьяна (р. 4 декабря 1963 года), сын — Василий (р. 29 августа 1973 года). В прессе ошибочно упоминается звание Героя России у Сергея Павловича Нефёдова, хотя этим званием был награждён его тёзка Сергей Иванович Нефёдов, также космонавт-испытатель.
Умер 21 декабря 2024 года в возрасте 85 лет.

## Награды
- Орден Красной Звезды (1961)[2]
- Медаль «За боевые заслуги»[2]
- Почётная грамота ЦК ВЛКСМ[2]
- Ценный подарок от Министерства обороны СССР[2]